# Энгельс, Вольфганг
Во́льфганг Э́нгельс (нем. Wolfgang Engels; род. 1943, Дюссельдорф) — немецкий автослесарь, вольнонаёмный служащий Национальной народной армии, прославившийся в 1963 году своим побегом из ГДР в Западный Берлин через Берлинскую стену на угнанном бронетранспортёре.

## Биография
Мать Вольфганга Энгельса, член западногерманской КПГ, в 1952 году по заданию партии переехала с сыном в Восточный Берлин, затем в Дрезден, вышла замуж за майора Национальной народной армии и была сотрудницей высокого ранга в министерстве государственной безопасности ГДР. По окончании школы Энгельс обучался на слесаря. В 1960 году был призван в армию солдатом и служил на Рюгене, затем в погранвойсках в Восточном Берлине. Решение бежать возникло у Вольфганга после его ареста вместе с друзьями у Берлинской стены по подозрению в попытке побега из ГДР, хотя друзья попали в закрытую зону у Рейхстага случайно.
17 апреля 1963 года Энгельс направился на территорию 8-й моторизированной стрелковой дивизии в районе Фридрихсфельде, где в обмен на возможность прокатиться на его служебном автомобиле механики-водители научили его управлять военной техникой. Когда солдаты ушли на ужин, Энгельс угнал один из бронетранспортёров БТР-152, чтобы пробить на нём Берлинскую стену. Для этого он выбрал участок стены в районе Трептов на углу Эльзенштрассе и Хайдельбергер-штрассе, доступный для проезда такого транспортного средства. За несколько сотен метров до пограничных укреплений Энгельс остановился, чтобы предложить прохожим бежать с ним вместе. Желающих не оказалось, и Энгельс отправился дальше в одиночестве. В 19:44 он направил свой бронетранспортёр на пограничное укрепление, получил при этом травму головы. Бронетранспортёр пробил ограждение, но Энгельс заглушил двигатель, и машина застряла на восточной стороне. Энгельс вылез из бронетранспортёра и попытался по капоту забраться на стену. Пограничник открыл по нему огонь, на который в ответ раздались выстрелы полицейских из Западного Берлина. Энгельсу прострелили лёгкие и ранили в левую руку. Побег Энгельса в конечном счёте удался благодаря посетителям близлежащего ресторана, перетащившим его на западную сторону.
На Западе Вольфганг Энгельс продолжил работать слесарем и позднее преподавал в реальной школе в Зольтау историю и биологию.